# GeoNames
GeoNames is een vrije geografische database onder Creative Commons licentie, die als Webservice benaderd kan worden.

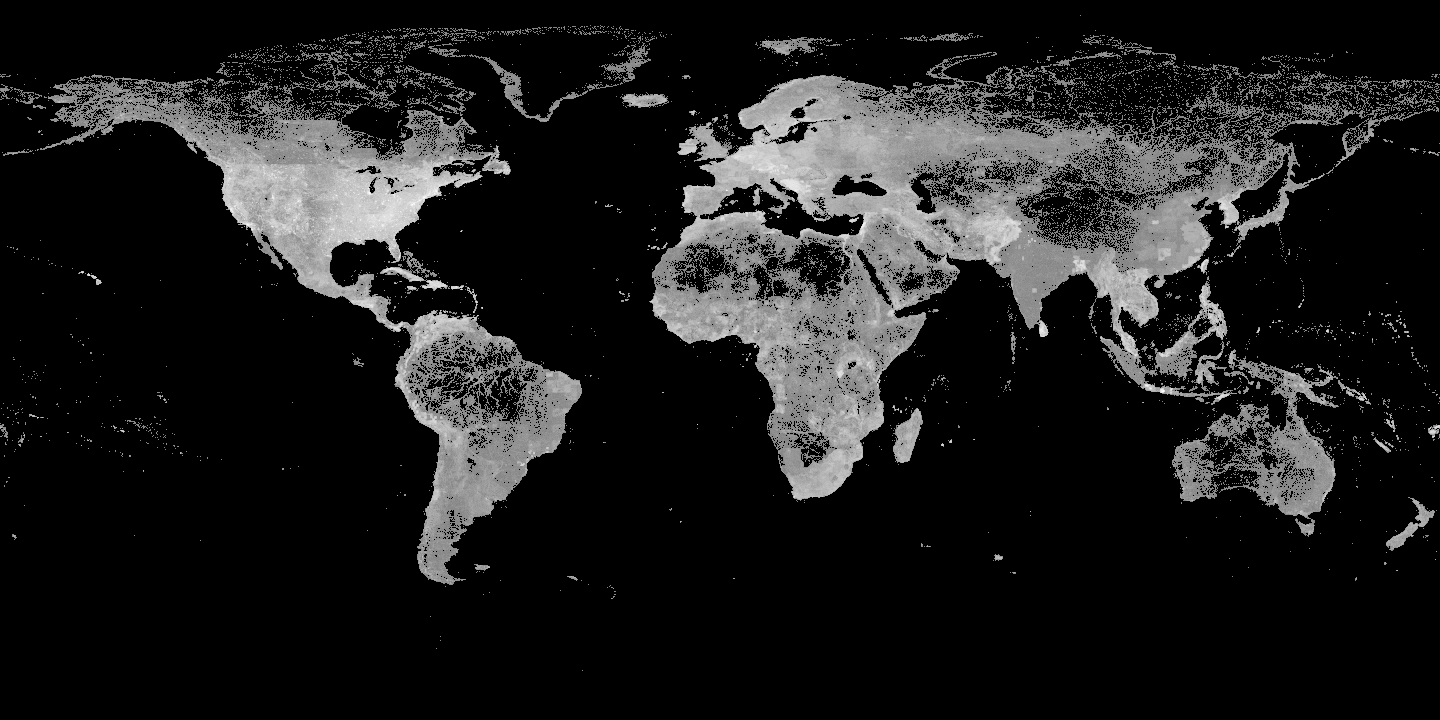
Wereldwijde dichtheid van GeoNames entries in 2006

## Data
Volgens GeoNames bevat de database anno 2023 meer dan 25 miljoen geografische namen van 11 miljoen objecten, de zogenaamde features. 4,8 miljoen van die objecten zijn bewoonde plaatsen.
In februari 2013 waren er ruim 10 miljoen namen en nam Nederland met 245.000 entries een tweede plaats wereldwijd in. In december van dat jaar stond het op de vijfde plaats.

### Hoofdindeling van objecten
| Code | Indicatie                  | Codes | Enkele onderverdelingen                         | Toelichtingem |
| A    | country, state, region,... | ADM1  | first-order administrative division             | a primary administrative division of a country, such as a state in the United States |
| A    | country, state, region,... | ADM4H | historical fourth-order administrative division | a former fourth-order administrative division |
| A    | country, state, region,... | LTER  | leased area                                     | a tract of land leased to another country, usually for military installations |
| A    | country, state, region,... | ZNB   | buffer zone                                     | a zone recognized as a buffer between two nations in which military presence is minimal or absent                                                                                            |
| H    | stream, lake, ...          | AIRS  | seaplane landing area                           | a place on a waterbody where floatplanes land and take off |
| H    | stream, lake, ...          | BAY   | bay                                             | a coastal indentation between two capes or headlands, larger than a cove but smaller than a gulf                                                                                             |
| H    | stream, lake, ...          | BAYS  | bays                                            | coastal indentations between two capes or headlands, larger than a cove but smaller than a gulf                                                                                              |
| H    | stream, lake, ...          | BNKR  | stream bank                                     | a sloping margin of a stream channel which normally confines the stream to its channel on land                                                                                               |
| H    | stream, lake, ...          | CNLSB | underground irrigation canal(s)                 | a gently inclined underground tunnel bringing water for irrigation from aquifers |
| L    | parks,area, ...            | AGRC  | agricultural colony                             | a tract of land set aside for agricultural settlement |
| L    | parks,area, ...            | BSNP  | petroleum basin                                 | an area underlain by an oil-rich structural basin |
| L    | parks,area, ...            | CLG   | clearing                                        | an area in a forest with trees removed |
| L    | parks,area, ...            | LAND  | arctic land                                     | a tract of land in the Arctic |
| L    | parks,area, ...            | LCTY  | locality                                        | a minor area or place of unspecified or mixed character and indefinite boundaries |
| P    | city, village,...          | PPLA  | seat of a first-order administrative division   | seat of a first-order administrative division (PPLC takes precedence over PPLA) |
| P    | city, village,...          | PPLL  | populated locality                              | an area similar to a locality but with a small group of dwellings or other buildings |
| P    | city, village,...          | PPLW  | destroyed populated place                       | a village, town or city destroyed by a natural disaster, or by war |
| P    | city, village,...          | STLMT | israeli settlement                              | |
| R    | road, railroad             | CSWY  | causeway                                        | a raised roadway across wet ground or shallow water |
| R    | road, railroad             | OILP  | oil pipeline                                    | a pipeline used for transporting oil |
| R    | road, railroad             | RTE   | caravan route                                   | the route taken by caravans |
| R    | road, railroad             | TNLN  | natural tunnel                                  | a cave that is open at both ends |
| S    | spot, building, farm       | ADMF  | administrative facility                         | a government building |
| S    | spot, building, farm       | AGRF  | agricultural facility                           | a building and/or tract of land used for improving agriculture |
| S    | spot, building, farm       | AIRH  | heliport                                        | a place where helicopters land and take off |
| S    | spot, building, farm       | ART   | piece of art                                    | a piece of art, like a sculpture, painting. In contrast to monument (MNMT) it is not commemorative.                                                                                          |
| S    | spot, building, farm       | ATM   | automatic teller machine                        | An unattended electronic machine in a public place, connected to a data system and related equipment and activated by a bank customer to obtain cash withdrawals and other banking services. |
| S    | spot, building, farm       | FCL   | facility                                        | a building or buildings housing a center, institute, foundation, hospital, prison, mission, courthouse, etc.                                                                                 |
| S    | spot, building, farm       | HUT   | hut                                             | a small primitive house |
| S    | spot, building, farm       | PYR   | pyramid                                         | an ancient massive structure of square ground plan with four triangular faces meeting at a point and used for enclosing tombs                                                                |
| T    | mountain,hill,rock,...     |       |                                                 | |
| U    | undersea                   |       |                                                 | |
| V    | forest,heath,...           |       |                                                 | |

## Wiki-interface
De kern van GeoNames is beschikbaar als Open data, waarvan een export (dump) opgehaald kan worden. Via een wiki-interface kunnen gebruikers de inhoud van de database verbeteren.

## Semantisch web
Elke GeoNames toevoeging wordt via internet aangeboden met een url, die toegang geeft tot de wikipagina in  HTML-opmaak, maar ook tot de beschrijving in een Resource Description Framework dat gebruikgemaakt van de GeoNames-ontologie. Deze beschrijft de GeoNames-eigenschappen met OWL en klassen en codes in SKOS. Met de RDF-beschrijving in Wikipedia-artikelen wordt GeoNames gekoppeld aan DBpedia-data en andere Linked data-bronnen in RDF-formaat.

## APIs
API's voor verschillende programmeertalen van GeoNames:
- Java
- Perl
- Lisp
- Ruby
- PHP
- Python